# Кугельберг, Эрик
Эрик Густаф Кугельберг (швед. Erik Gustaf Kugelberg; 9 марта 1891, Малександер, Эстергётланд — 15 октября 1975, Линчёпинг, Эстергётланд) — шведский легкоатлет, выступавший в многоборье. Участник летних Олимпийских игр 1912 года.

## Биография
Эрик Кугельберг родился 9 марта 1891 года в шведском селе Малександер.
Выступал в легкоатлетических соревнованиях за клуб «Норрчёпинг». В 1911 году стал чемпионом Швеции в десятиборье.
В 1912 году вошёл в состав сборной Швеции на летних Олимпийских играх в Стокгольме. В пятиборье занял 15-е место, выбыв после третьего вида — бега на 200 метров. В десятиборье занял 8-е место, набрав 6758,780 балла и уступив 1654,175 балла завоевавшему золото Джиму Торпу из США.
Умер 15 октября 1975 года в шведском городе Линчёпинг.

## Личный рекорд
- Десятиборье — 5346 (1912)[2][5]